# Список млекопитающих Судана
Это список видов млекопитающих, зарегистрированных в Судане. Это виды млекопитающих в Судане, из которых 3 находятся в критическом состоянии, 5 подвергаются опасности, 11 в уязвимом положении и 9 близки к уязвимому положению. 1 из перечисленных видов для Судана больше не может быть найден в дикой природе.
Следующие теги используются для выделения статуса сохранения каждого вида по оценке МСОП:
| EX | Extinct               | Никаких разумных сомнений в том, что последняя особь погибла.                                                                                            |
| EW | Extinct in the wild   | Известны только выжившие в неволе или как натурализованные популяции за пределами своего предыдущего ареала.                                             |
| CR | Critically endangered | Вид находится под угрозой исчезновения в дикой природе.                                                                                                  |
| EN | Endangered            | Вид стоит перед чрезвычайно высоким риском исчезновения в дикой природе.                                                                                 |
| VU | Vulnerable            | Вид стоит перед высоким риском исчезновения в дикой природе.                                                                                             |
| NT | Near threatened       | Вид не соответствует ни одному из критериев, которые бы классифицировали это как риск на грани исчезновения, но он, скорее всего, сделает это в будущем. |
| LC | Least concern         | Нет идентифицируемых рисков для видов. |
| DD | Data deficient        | Недостаточно информации для оценки рисков для этого вида.                                                                                                |

Некоторые виды были оценены с использованием более ранних критериев. Виды, оцененные с использованием этой системы, имеют следующие категории вместо угрожаемых и наименее опасных:
| LR/cd | Lower risk/conservation dependent | Виды, которые были в центре внимания программ сохранения и, возможно, перешли в категорию более высокого риска, если эта программа была прекращена. |
| LR/nt | Lower risk/near threatened        | Виды, которые близки к тому, чтобы классифицироваться как уязвимые, но не являются объектом программ сохранения.                                    |
| LR/lc | Lower risk/least concern          | Виды, для которых не существует идентифицируемых рисков.                                                                                            |

## Подкласс:Звери

### Инфракласс:Eutheria

#### Отряд:Трубкозубовые(трубкозуб)
- Семейство: Трубкозубовые
  - Род: Трубкозубы
    - Трубкозуб Orycteropus afer LC

#### Отряд: Даманы (даманы)
- Семейство: Дамановые (hylaxes)
  - Род: Горные даманы
    - Даман Брюса Heterohyrax brucei LC

  - Род: Скалистые даманы
    - Капский даман Procavia capensis LC

#### Отряд:Сирены(ламантины и дюгони)
- Семейство: Дюгоневые
  - Род: Дюгони
    - Дюгонь Dugong dugon VU

#### Отряд:Приматы
- Подотряд: Мокроносые приматы
  - Инфраотряд: Лориобразные
    - Семейство: Галаговые
      - Род: Галаго
        - Сенегальский галаго Galago senegalensis LR/lc
- Подотряд: Сухоносые приматы
  - Инфраотряд: Обезьянообразные
    - Парвотряд: Узконосые обезьяны (обезьяны Старого Света)
      - Семейство: Мартышковые
        - Подсемейство: Мартышковые
          - Род: Мартышки-гусары
            - Мартышка-гусар Erythrocebus patas LR/lc

          - Род: Зелёные мартышки
            - Гривет Chlorocebus aethiops LR/lc
            - Мартышка танталусская Chlorocebus tantalus LR/lc

          - Род: Павианы
            - Анубис Papio anubis LR/lc
            - Гамадрил Papio hamadryas LR/nt

#### Отряд:Грызуны(грызуны)
- Подотряд: Дикобразообразные
  - Семейство: Землекоповые
    - Род: Пескорои
      - Суданский пескорой Cryptomys ochraceocinereus DD

  - Семейство: Дикобразовые
    - Род: Дикобразы
      - Хохлатый дикобраз Hystrix cristata LC
- Подотряд: Белкообразные
  - Семейство: Беличьи
    - Подсемейство: Xerinae
      - Триба: Xerini
        - Род: Земляные белки
          - Полосатая земляная белка Xerus erythropus LC
          - Рыжая земляная белка Xerus rutilus LC

      - Триба: Protoxerini
        - Род: Солнечные белки
          - Гамбианская белка Heliosciurus gambianus LC

  - Семейство: Соневые
    - Подсемейство: Graphiurinae
      - Род: Африканские сони
        - Короткоухая соня Graphiurus microtis LC

  - Семейство: Тушканчиковые
    - Подсемейство: Dipodinae
      - Род: Пустынные тушканчики
        - Египетский тушканчик Jaculus jaculus LC

  - Семейство: Незомииды
    - Подсемейство: Cricetomyinae
      - Род: Хомяковые крысы
        - Гамбийская хомяковая крыса Cricetomys gambianus LC

  - Семейство: Хомяковые
    - Подсемейство: Lophiomyinae
      - Род: Косматые хомяки
        - Косматый хомяк Lophiomys imhausi LC

  - Семейство: Мышиные
    - Подсемейство: Деомииновые
      - Род: Иглистые мыши
        - Каирская мышь Acomys cahirinus LC
        - Серая иглистая мышь Acomys cineraceus LC

    - Подсемейство: Песчанковые
      - Род: Desmodilliscus
        - Десмодиллискус Desmodilliscus braueri LC

      - Род: Карликовые гололапые песчанки
        - Североафриканская песчанка Dipodillus campestris LC
        - Песчанка Маккиллингина Dipodillus mackilligini LC

      - Род: Карликовые песчанки
        - Агагская песчанка Gerbillus agag DD
        - Песчанка Ботта Gerbillus bottai DD
        - Песчанка Бартона Gerbillus burtoni DD
        - Донголская песчанка Gerbillus dongolanus DD
        - Карликовая песчанка Gerbillus gerbillus LC
        - Аравийская карликовая песчанка Gerbillus henleyi LC
        - Песчанка Лоу Gerbillus lowei DD
        - Дарфурская песчанка Gerbillus muriculus LC
        - Суданская песчанка Gerbillus nancillus DD
        - Мейдобская песчанка Gerbillus principulus DD
        - Египетская песчанка Gerbillus pyramidum LC
        - Песчанка Розалинды Gerbillus rosalinda DD
        - Хартумская песчанка Gerbillus stigmonyx DD
        - Песчанка Уотерса Gerbillus watersi LC

      - Род: Малые песчанки
        - Песчанка Сундевалла Meriones crassus LC

      - Род: Sekeetamys
        - Пушистохвостая песчанка Sekeetamys calurus LC

      - Род: Tatera
        - Песчанка Кемпа Tatera kempi LC
        - Гребнехвостая песчанка Tatera robusta LC
        - Саванная песчанка Tatera valida LC

      - Род: Длиннопалые песчанки
        - Конголезская песчанка Taterillus congicus LC
        - Песчанка Эмина Taterillus emini LC

    - Подсемейство: Мышиные
      - Род: Акациевые крысы
        - Крыса Хинде Aethomys hindei LC

      - Род: Травяные мыши
        - Нилотская травяная мышь Arvicanthis niloticus LC

      - Род: Кустарниковые крысы
        - Суданская кустарниковая крыса Grammomys aridulus NT

      - Род: Полосатые травяные мыши
        - Lemniscomys zebra LC

      - Род: Многососковые мыши
        - Гвинейская многососковая мышь Mastomys erythroleucus LC
        - Мышь Верхейна Mastomys kollmannspergeri LC
        - Натальская мышь Mastomys natalensis LC

      - Род: Myomyscus
        - Myomyscus brockmani LC

      - Род: Мягковолосые крысы
        - Praomys daltoni LC
        - Мягковолосая крыса Джексона Praomys jacksoni LC

      - Род: Широкоголовые мыши
        - Широкоголовая мышь Хильдегарда Zelotomys hildegardeae LC

#### Отряд:Зайцеобразные(зайцы)
- Семейство: Зайцевые (кролики, зайцы)
  - Род: Зайцы
    - Капский заяц Lepus capensis LR/lc
    - Lepus microtis Lepus microtis LR/lc

#### Отряд:Ежеобразные(ежи и гимнуры)
- Семейство: Ежовые (ежи)
  - Подсемейство: Ежиные
    - Род: Африканские ежи
      - Белобрюхий ёж Atelerix albiventris LR/lc

    - Род: Ушастые ежи
      - Эфиопский ёж Hemiechinus aethiopicus LR/lc

#### Отряд:Землеройкообразные(землеройки, кроты и щелезубы)
- Семейство: Землеройковые (землеройки)
  - Подсемейство: Белозубочьи
    - Род: Белозубки
      - Рыжая белозубка Crocidura fulvastra LC
      - Крошечная белозубка Crocidura fuscomurina LC
      - Белозубка Оливье Crocidura olivieri LC
      - Мелколапая белозубка Crocidura parvipes LC
      - Белозубка-паша Crocidura pasha LC
      - Сомалийская белозубка Crocidura somalica LC
      - Сенегальская белозубка Crocidura viaria LC
      - Белозубка Во Crocidura voi LC
      - Янкарийская белозубка Crocidura yankariensis LC

#### Отряд:Рукокрылые(летучие мыши)
- Семейство: Крылановые (летучие лисицы, летучие мыши Старого Света)
  - Подсемейство: Eidolinae
    - Род: Пальмовые крыланы
      - Пальмовый крылан Eidolon helvum LC

  - Подсемейство: Rousettinae
    - Род: Эполетовые крыланы
      - Большой эполетовый крылан Epomophorus gambianus LC
      - Малый эполетовый крылан Epomophorus labiatus LC

    - Род: Lissonycteris
      - Ангольская летучая собака Lissonycteris angolensis LC

    - Род: Карликовые эполетовые крыланы
      - Карликовый эполетовый крылан Micropteropus pusillus LC

    - Род: Летучие собаки
      - Египетская летучая собака Rousettus aegyptiacus LC
- Семейство: Гладконосые летучие мыши
  - Подсемейство: Vespertilioninae
    - Род: Кожаны
      - Кожан Флауэра Eptesicus floweri VU

    - Род: Гладконосы-бабочки (Африканские выростогубы)
      - Выростогуб-бабочка Glauconycteris variegata LC

    - Род: Кожановидные нетопыри
      - Египетский нетопырь Hypsugo ariel DD

    - Род: Африканские кожанки
      - Капский кожан Neoromicia capensis LC
      - Гвинейский кожан Neoromicia guineensis LC
      - Банановый нетопырь Neoromicia nanus LC
      - Кожан Рендалла Neoromicia rendalli LC
      - Сомалийский кожан Neoromicia somalicus LC

    - Род: Nycticeinops
      - Гладконос Шлиффена Nycticeinops schlieffeni LC

    - Род: Нетопыри
      - Пустынный нетопырь Pipistrellus deserti LC
      - Нетопырь Рюппеля Pipistrellus rueppelli LC
      - Рыжий нетопырь Pipistrellus rusticus LC

    - Род: Пегие гладконосы
      - Ганский кожан Scotoecus hirundo DD

    - Род: Домовые гладконосы
      - Африканский гладконос Scotophilus dinganii LC
      - Белобрюхий домовый гладконос Scotophilus leucogaster LC
      - Гладконос зеленый Scotophilus viridis LC
- Семейство: Мышехвостые
  - Род: Мышехвосты
    - Мышехвост Хардвика Rhinopoma hardwickei LC
    - Большой мышехвост Rhinopoma microphyllum LC
- Семейство: Бульдоговые летучие мыши
  - Род: Малые складчатогубы
    - Складчатогуб Ансорга Chaerephon ansorgei LC
    - Складчатоухий складчатогуб Chaerephon major LC
    - Карликовый складчатогуб Chaerephon pumila LC

  - Род: Большие складчатогубы
    - Ангольский складчатогуб Mops condylurus LC
    - Монгаллаский складчатогуб Mops demonstrator NT
    - Складчатогуб-мидас Mops midas LC
- Семейство: Футлярохвостые
  - Род: Африканские мешкокрылы
    - Африканский мешкокрыл Coleura afra LC

  - Род: Могильные мешкокрылы
    - Южноафриканский мешкокрыл Taphozous mauritianus LC
    - Голобрюхий мешкокрыл Taphozous nudiventris LC
    - Могильный мешкокрыл Taphozous perforatus LC
- Семейство: Щелемордые
  - Род: Щелеморды
    - Мохнатый щелеморд Nycteris hispida LC
    - Большеухий щелеморд Nycteris macrotis LC
    - Египетский щелеморд Nycteris thebaica LC
- Семейство: Копьеносые
  - Род: Cardioderma
    - Африканский ложный вампир Cardioderma cor LC

  - Род: Lavia
    - Желтокрылый ложный вампир Lavia frons LC
- Семейство: Подковоносые
  - Подсемейство: Rhinolophinae
    - Род: Подковоносы
      - Подковонос Жоффруа Rhinolophus clivosus LC
      - Дамарский подковонос Rhinolophus fumigatus LC
      - Подковонос Ландера Rhinolophus landeri LC

  - Подсемейство: Hipposiderinae
    - Род: Трезубценосы
      - Обыкновенный трезубценос Asellia tridens LC

    - Род: Подковогубы
      - Абнский листонос Hipposideros abae NT
      - Каффрский листонос Hipposideros caffer LC
      - Красный листонос Hipposideros ruber LC

#### Отряд:Панголины(панголины)
- Семейство: Панголиновые
  - Род: Ящеры
    - Степной ящер Manis temminckii LR/nt

#### Отряд:Китообразные(киты)
- Подотряд: Зубатые киты
  - Семейство: Дельфиновые (морские дельфины)
    - Род: Дельфины-белобочки
      - Длиннорылая белобочка Delphinus capensis DD

    - Род: Гринды
      - Короткоплавниковая гринда Globicephala macrorhyncus DD

    - Род: Серые дельфины
      - Серый дельфин Grampus griseus DD

    - Род: Косатки
      - Косатка Orcinus orca DD

    - Род: Горбатые дельфины
      - Индийский горбатый дельфин Sousa plumbea DD

    - Род: Продельфины
      - Узкорылый продельфин Stenella attenuata DD
      - Полосатый продельфин Stenella coeruleoalba DD
      - Длиннорылый продельфин Stenella longirostris DD

    - Род: Крупнозубые дельфины
      - Крупнозубый дельфин Steno bredanensis DD

    - Род: Афалины
      - Афалина Tursiops truncatus
      - Индийская афалина Tursiops aduncus

  - Семейство: Клюворыловые (косатки)
    - Род: Австралийские ремнезубы
      - Австралийский ремнезуб Indopacetus pacificus (DD)

    - Род: Ремнезубы
      - Японский ремнезуб Mesoplodon ginkgodens (DD)
      - Тупорылый ремнезуб Mesoplodon densirostris (DD)

#### Отряд:Хищные(хищники)
- Подотряд: Кошкообразные
  - Семейство: Кошачьи (кошки)
    - Подсемейство: Малые кошки
      - Род: Гепарды
        - Гепард Acinonyx jubatus soemmeringii VU

      - Род: Каракалы
        - Каракал Caracal caracal LC

      - Род: Кошки
        - Барханная кошка Felis margarita margarita NT
        - Лесной кот Felis silvestris hausa LC

      - Род: Сервалы
        - Сервал Leptailurus serval LC

    - Подсемейство: Большие кошки
      - Род: Пантеры
        - Берберийский лев Panthera leo leo EW
        - Масайский лев Panthera leo nubica VU
        - Африканский леопард Panthera pardus pardus NT

  - Семейство: Виверровые (циветты)
    - Подсемейство: Viverrinae
      - Род: Африканские циветты
        - Civettictis civetta Civettictis civetta LR/lc

      - Род: Генетты

  - Семейство: Нандиниевые
    - Род: Пальмовые циветы
      - Пальмовая цивета Nandinia binotata LR/lc

  - Семейство: Мангустовые (мангусты)
    - Род: Водяные мангусты
      - Водяной мангуст Atilax paludinosus LR/lc

    - Род: Африканские мангусты
      - Стройный мангуст Galerella sanguinea LR/lc

    - Род: Карликовые мангусты
      - Карликовый мангуст Helogale parvula LR/lc

    - Род: Мангусты
      - Египетский мангуст Herpestes ichneumon LR/lc

    - Род: Белохвостые мангусты
      - Белохвостый мангуст Ichneumia albicauda LR/lc

    - Род: Полосатые мангусты
      - Полосатый мангуст Mungos mungo LR/lc

  - Семейство: Гиены (гиены)
    - Род: Пятнистые гиены
      - Пятнистая гиена Crocuta crocuta LR/cd

    - Род: Hyaena
      - Полосатая гиена Hyaena hyaena LR/nt

    - Род: Земляные волки
      - Земляной волк Proteles cristatus LR/lc
- Подотряд: Псообразные
  - Семейство: Псовые (собаки, лисы)
    - Род: Лисицы
      - Африканская лисица Vulpes pallida DD
      - Песчаная лисица Vulpes rueppelli DD
      - Фенек Vulpes zerda DD

    - Род: Волки
      - Полосатый шакал Canis adustus LC
      - Африканский золотистый волк Canis anthus NE
      - Чепрачный шакал Canis mesomelas LC

    - Род: Гиеновидные собаки
      - Гиеновидная собака Lycaon pictus somalicus EN

  - Семейство: Куньи
    - Род: Африканские хорьки
      - Пятнистый хорек Ictonyx libyca LR/lc
      - Африканский хорёк Ictonyx striatus LR/lc

    - Род: Медоеды
      - Медоед Mellivora capensis LR/lc

    - Род: Hydrictis
      - Белогорлая выдра Hydrictis maculicollis LC

    - Род: Бескоготные выдры
      - Капская бескоготная выдра Aonyx capensis LC

#### Отряд:Непарнокопытные
- Семейство: Лошадиные (лошади)
  - Род: Лошади
    - Сомалийский дикий осёл Equus africanus africanus CR

#### Отряд:Парнокопытные
- Семейство: Свиньи
  - Род: Бородавочники
    - Африканский бородавочник Phacochoerus africanus LR/lc

  - Род: Кистеухие свиньи
    - Кустарниковая свинья Potamochoerus larvatus LR/lc
- Семейство: Бегемотовые
  - Род: Бегемоты
    - Обыкновенный бегемот Hippopotamus amphibius VU
- Семейство: Жирафовые
  - Род: Жирафы
    - Нубийский жираф Giraffa camelopardalis camelopardalis EN
- Семейство: Полорогие
  - Подсемейство: Бубалы
    - Род: Конгони
      - Хартбист Alcelaphus buselaphus LR/cd

    - Род: Лиророгие бубалы
      - Топи Damaliscus lunatus LR/cd

  - Подсемейство: Настоящие антилопы
    - Род: Газели
      - Газель-доркас Gazella dorcas VU
      - Песчаная газель Gazella leptoceros EN
      - Краснолобая газель Gazella rufifrons VU
      - Сомалийская газель Gazella soemmerringii VU
      - Газель Томсона Gazella thomsonii LR/cd

    - Род: Дикдики
      - Горный дикдик Madoqua saltiana LR/lc

    - Род: Антилопы-прыгуны
      - Антилопа-прыгун Oreotragus oreotragus LR/cd

    - Род: Ориби
      - Ориби Ourebia ourebi LR/cd

  - Подсемейство: Бычьи
    - Род: Африканские буйволы
      - Африканский буйвол Syncerus caffer LR/cd

    - Род: Канны (антилопы)
      - Западная канна Taurotragus derbianus LR/nt

    - Род: Лесные антилопы
      - Бушбок Tragelaphus scriptus LR/lc
      - Ситатунга Tragelaphus spekii LR/nt
      - Большой куду Tragelaphus strepsiceros LR/cd

  - Подсемейство: Козьи
    - Род: Гривистые бараны
      - Гривистый баран Ammotragus lervia VU

    - Род: Горные козлы
      - Нубийский горный козёл Capra nubiana EN

  - Подсемейство: Дукеры
    - Род: Philantomba
      - Голубой дукер Cephalophus monticola LR/lc

    - Род: Лесные дукеры
      - Рыжебокий дукер Cephalophus rufilatus LR/cd
      - Желтоспинный дукер Cephalophus silvicultor LR/nt

    - Род: Sylvicapra
      - Кустарниковый дукер Sylvicapra grimmia LR/lc

  - Подсемейство: Саблерогие антилопы
    - Род: Аддакс
      - Аддакс Addax nasomaculatus CR

    - Род: Сернобыки
      - Антилопа саблерогая Oryx dammah EW

  - Подсемейство: Водяные козлы (подсемейство)
    - Род: Водяные козлы
      - Обыкновенный водяной козёл Kobus ellipsiprymnus LR/cd
      - Коб Kobus kob LR/cd
      - Суданский козёл Kobus megaceros LR/nt

    - Род: Редунки
      - Обыкновенный редунка Redunca redunca LR/cd

## Заметки
1. ↑  Этот список получен из Красной книги МСОП, в котором перечислены виды млекопитающих и включает тех млекопитающих, которые в последнее время были классифицированы, как вымершие (с 1500 года н. э.). Таксономия и наименование отдельных видов основаны на тех, которые используются в существующих статьях Википедии по состоянию на 15 апреля 2017 года и дополнены общими названиями и таксономией из МСОП, Смитсоновского института или Университета Мичигана, где статья Википедии отсутствует.